# ゴースト・ラブ
『ゴースト・ラブ』（原題: Ghosts Can't Do It）は、ジョン・デレク監督・脚本、ボー・デレク製作・主演の1990年のアメリカ映画である。
日本では劇場未公開で、ビデオソフトが発売されたのみである。

## キャスト
- ボー・デレク
- アンソニー・クイン
- ドン・マレー
- レオ・ダミアン
- ドナルド・トランプ（本人役）

## 受賞とノミネート
| 賞                     | 部門           | 対象者                         | 結果       |
| ---------------------- | -------------- | ------------------------------ | ---------- |
| ゴールデンラズベリー賞 | 最低作品賞     | ボー・デレク（プロデューサー） | 受賞       |
| ゴールデンラズベリー賞 | 最低主演女優賞 | ボー・デレク                   | 受賞       |
| ゴールデンラズベリー賞 | 最低監督賞     | ジョン・デレク                 | 受賞       |
| ゴールデンラズベリー賞 | 最低助演男優賞 | ドナルド・トランプ             | 受賞       |
| ゴールデンラズベリー賞 | 最低助演男優賞 | レオ・ダミアン                 | ノミネート |
| ゴールデンラズベリー賞 | 最低助演女優賞 | ジュリー・ニューマー           | ノミネート |
| ゴールデンラズベリー賞 | 最低脚本賞     | ジョン・デレク                 | ノミネート |
| ゴールデンラズベリー賞 | 最低新人賞     | ドナルド・トランプ             | ノミネート |
| ゴールデンラズベリー賞 | 最低新人賞     | レオ・ダミアン                 | ノミネート |